# Бодерайд
Бодерайд (англ. Bodewryd, валл. Bodewryd) — село в Сполученому Королівстві Великої Британії та Північної Ірландії, розташоване на півночі острова Анґлсі, в однойменному графстві Острів Анґлсі, у князівстві Уельс.